# Хутран-темпти
Хутрантемпти (Khutran-Temtt) — царь древнего Элама из династии Симашки, правивший около 2010—1990 годов до н. э.
Хотя шумерские источники и не называют имя царя-завоевателя, но видимо это именно Хутран-темпти, воспользовавшись смутами в Шумере, в 2003 года до н. э. совершил победоносный поход в Нижнию Месопотамию, взял город Ур и полностью разграбил и разрушил его. Последний царь из III династии Ура Ибби-Суэн был в цепях уведён в Аншан. В Уре был размещён эламский гарнизон.
В 1996 г. до н. э. царь Исина Ишби-Эрра изгнал из Ура эламский гарнизон и присоединил этот город к своему царству. Он выдал свою дочь за суккаля Элама Хумпаншимти (предположительно сына или брата Хутран-темпти), что однако не помешало ему в том же году нанести поражение Эламу.
| Династия Симашки            |                                             |                    |
| Предшественник: Энпи-луххан | царь Элама кон. XXI — нач. XX века до н. э. | Преемник: Киндатту |